# PMSF
En bioquímica, el PMSF (fluoruro de fenilmetilsulfonilo, PMSF del inglés phenylmethylsulfonyl fluoride) es un inhibidor de proteasas de serina usado comúnmente en la preparación de lisados celulares, en los que preserva a las proteínas celulares de su digestión por proteasas. Aunque actúa específicamente sobre proteasas de serina, no inhibe todas las enzimas conocidas de este tipo. Se descompone rápidamente en agua (vida media de 110 min a pH 7 y 35 min a pH 8) de modo que es preparado en disoluciones de alcohol anhidro, isopropanol, aceite de maíz o DMSO. La inhibición de la proteólisis ocurre cuando se utiliza a una concentración de entre 0,1 y 1 mM.
El compuesto se une específicamente a la serina del sitio activo de la proteasa, no uniéndose al resto de residuos de serina de la proteína. Su especificidad por este residuo concreto se debe a las especiales condiciones fisicoquímicas en las que éste se encuentra en el sitio activo de la proteína, que posibilitan su actividad enzimática. La molécula de PMSF se une covalentemente a la enzima, lo que posibilita que el complejo pueda ser visualizado mediante cristalografía de rayos X, siendo por tanto utilizado como marcador químico para identificar el sitio activo de las proteasas de esta clase.
La toxicidad de este compuesto es alta, su LD50 es menor de 500 mg/kg. El PMSF es un compuesto químico citotóxico que debe ser manejado en campana de extracción tomando todas las precauciones de seguridad necesarias.

## Esquema de reacción
Enzima(activa)Ser-O-H + F-SO2CH2C6H5   →   Enzima(inactiva)Ser-O-SO2CH2C6H5 + HF
Ser-proteasa + PMSF   →   Complejo irreversible enzima-PMS + HF